# Marin Becichemo
Marin Becichemo lub Marino Becichemi da Scutari (łac. Marinus Becichemus Scodrensis, alb. Marin Beçikemi, serb. Marin Bečić/Марин Бечић, ur. 1468 w Szkodrze, zm. 1526 w Padwie) – wenecki historyk, językoznawca, orator i kronikarz pochodzenia albańskiego.

## Życiorys
Marin Becichemo pochodził ze Scutari (Szkodry), wchodzącej wówczas w skład Albanii Weneckiej. Gdy w 1477 roku Szkodra została zajęta przez wojska osmańskie, Becichemo schronił się w Dolcigno, a stąd przeniósł się do Brescii, gdzie uczył się języka łacińskiego i greckiego.
W latach 1492–1496 uczył gramatyki w jednej ze szkół w Republice Raguzy.
W 1495 roku został dyrektorem szkoły w Dubrowniku, ale w następnym roku przeniósł się do Neapolu, a w 1499 do Francji.
W 1500 roku uzyskał weneckie obywatelstwo. W Wenecji otworzył szkołę humanistyczną, którą w 1501 roku przeniósł do Padwy.
W  latach 1503-1509 był dyrektorem szkoły w Brescii.
W 1517 roku ponownie otworzył szkołę humanistyczną w Padwie i wykładał retorykę na Uniwersytecie Padewskim.

## Publikacje[5]
- Adnotationes Virgilianae
- Artificium Orationum Ciceronis
- Centuriae tres Variarum Observationum
- Collectanea in Plinium
- Commentarii in Persium
- In Libros de Oratore et Rhetoricos Ciceronis
- Observationes in Livium et Fabium

## Życie prywatne
Był synem Marina, sekretarza Republiki Weneckiej na dworze osmańskim i Bianki Pagnano, pochodzącej medialańskiej rodziny kupieckiej.
W miejscowości Dulcigno Becichemo poślubił należącą do rodziny Bruti Caterinę, córkę miejscowego szlachcica Pasquale'a Dabriego.